# Blutkampfstoff
Blutkampfstoffe sind chemische Kampfstoffe, die durch ihre Wirkung die Zellatmung oder den Zellstoffwechsel beeinträchtigen. Alle Blutkampfstoffe sind hochgiftig und selbst in geringsten Dosen tödlich.

## Bekannte Blutkampfstoffe
Zu den Blutkampfstoffen gehören Blausäure (AC), Chlorcyan (CK), Arsenwasserstoff, und im weiteren Sinne auch Kohlenstoffmonoxid und Schwefelwasserstoff.

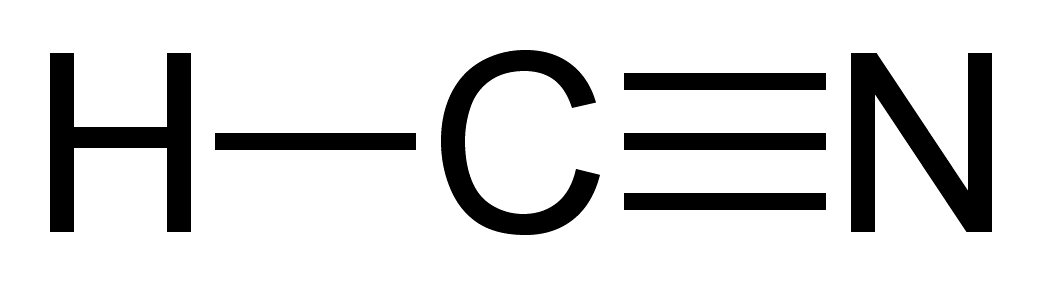
Blausäure
Chlorcyan
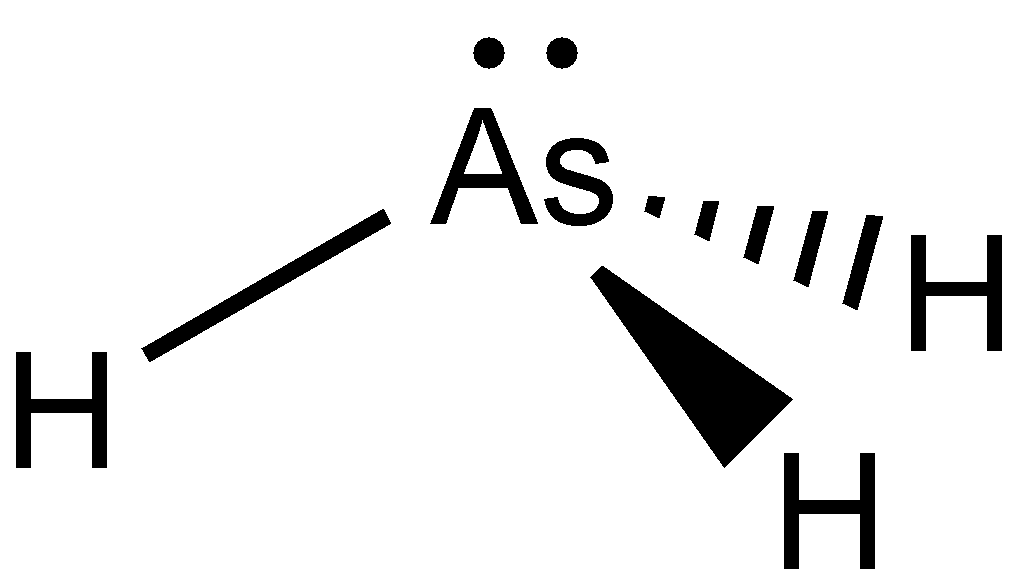
Arsenwasserstoff
Kohlenstoffmonoxid
Schwefelwasserstoff

## Geschichte
Die Ententemächte setzten Blausäure 1916 als ersten Blutkampfstoff militärisch ein. Kurze Zeit später folgte auch Chlorcyan. Während des Ersten Weltkriegs verschoss die französische Armee etwa 4000 Tonnen an Blausäure. Allerdings kam Blausäure nur als Gemisch mit anderen Kampfstoffen zum Einsatz (z. B. Arsenchlorid oder Zinn(II)-chlorid, Chlorpikrin).

## Wirkung im Körper
Sehr viele Blutkampfstoffe enthalten Cyanid. Dieses lagert sich an das Eisen(III)-Ion des Häm a3 Kofaktors in der Cytochrom-c-Oxidase der Atmungskette in den Mitochondrien der Zelle. Dadurch kann das Enzym keinen Sauerstoff mehr binden und die Zellatmung kommt zum Erliegen, es kommt zur sogenannten „inneren Erstickung“. Der sich bildende Eisen(III)-cyanid-Komplex ist sehr stabil. Nur mit einem großen Überschuss an Sauerstoff oder mit Cyanidbindern wie Amylnitrit oder 4-Dimethylaminophenol kann das Cyanid verdrängt werden.
Leichte Vergiftungen mit Cyanwasserstoff machen sich durch Schwäche, Schwindel, Kopfschmerzen, Verwirrung und manchmal auch Übelkeit und Erbrechen bemerkbar, schwere Vergiftungen führen zu schneller und schmerzhafter Atmung, mangelnder Bewegungskoordination, Herzrhythmusstörungen, hypoxischen Krämpfe, Koma und Atemstillstand bis hin zum Tod.